# Clique du Shanxi

Localisation géographique de la province du Shanxi.

La clique du Shanxi (晉系) est l'une des factions militaires qui a émergé de l'armée de Beiyang durant l'époque des seigneurs de la guerre chinois.
Bien que proche associé de Duan Qirui, le gouverneur militaire du Shanxi, Yan Xishan, ne rejoint pas sa clique d'Anhui. Il garde sa province neutre des différentes guerres civiles et n'envoie ses troupes combattre que si les autres cliques s'approchent des frontières du Shanxi. En 1927, faisant face à la supériorité écrasante de l'armée nationale révolutionnaire, la clique du Fengtian lance un ultimatum à Yan pour rejoindre leur camp. Yan rejoint au contraire l'armée nationale révolutionnaire et repousse les troupes du Fengtian jusqu'à Pékin. Comme récompense, le Kuomintang autorise la clique du Shanxi à s'étendre jusqu'à la mer au Hebei et au Shandong. En désaccord avec la dictature de Tchang Kaï-chek, la clique du Shanxi et d'autres factions militaires lancent la guerre des plaines centrales mais sont vaincues. La clique est considérablement affaiblie par l'invasion japonaise qui occupe la majeure partie de sa province de base. Après la guerre, Yan est incapable de défendre sa province qui tombe aux mains des communistes en 1949.